# Tango (pel·lícula)
Tango, no me dejes nunca és una pel·lícula que va tenir el títol alternatiu de Tango, coproduïda per Argentina i Espanya en 1998, escrita i dirigida per Carlos Saura. Va ser protagonitzada per Miguel Ángel Solá i Meva Maestro. Va comptar amb la participació de Cecilia Narova, Juan Luis Galiardo i Juan Carlos Copes.
La fotografia va estar a càrrec per Vittorio Storaro i la música composta per Lalo Schifrin. La seva estrena va ser el 6 d'agost de 1998 a l'Argentina i 25 de setembre del mateix any en Espanya. La pel·lícula va ser la quarta a rebre una nominació a l'Oscar a la millor pel·lícula de parla no anglesa per a l'Argentina.

## Argument
La història se centra a Buenos Aires, Mario Suárez, un director jove de teatre, viu tancat al seu apartament, lamentant-se i vivint d'un forma trista des que la seva núvia, Laura, decideix acabar amb ell i anar-se'n.
Després, Mario està decidit a buscar una distracció, i es llança al seu pròxim projecte, un musical sobre el tango. Una nit, durant una reunió amb els seus patrocinadors i amics, coneix a una dona jove i bella que estava en la reunió, Elena, la núvia del seu cap inversor Angelo, un tèrbol home de negocis amb els baixos fons.
Angelo li demana a Mario que escolti Elena. Ho fa i aquest se sent immediatament captivat per ella. El decideix proposar a Elena el paper principal de l'obra i que aquesta ja no aquest participant en els coros.la història comença desenvolupa entre ells, però el possessiu Angelo l'ha seguit, i l'amenaça amb terribles conseqüències si ella el deixa, reflectint els propis sentiments i accions de Mario cap a Laura abans que Elena entrés en la seva vida.
Els inversors no se senten satisfets amb algunes de les seqüències de ball del projecte de Mario. A ells no els agrada una rutina que critica la violenta repressió militar i la tortura del passat. A Angelo se li ha donat una petita part, que es pren molt de debò. Les línies entre fet i ficció comencen a difuminar-se: durant una escena en el musical mostrant als immigrants nouvinguts a l'Argentina, dos homes lluiten pel personatge interpretat per Elena. Ella està apunyalada. Només a poc a poc ens adonem que la seva mort no és real.

## Llançament
La pel·lícula es va estrenar per primera vegada el 6 d'agost de 1998 a l'Argentina. Va arribar als Estats Units el 16 de desembre de 1998 però només en cines.la pel·lícula es va estrenar al Canadà, en el Festival internacional de cinema de Toronto, el 15 d'agost de 1998. L'agost de 1999, Sony Pictures va llançar la pel·lícula en format DVD, incloent els subtítols en anglès per a països estrangers.

## Repartiment
- Miguel Ángel Solá com Mario Suárez; un jove director de teatre que és abandonat per la seva núvia, i més tard s'enamora de la promesa del seu cap.
- Mía Maestro com Elena Flores; una bella jove que està compromesa amb Angelo, però ella s'enamora de Mario i és amenaçada pel seu promès en veure que aquesta estava molt prop d'ell.
- Cecilia Narova com Laura Fuentes; una jove que trenca festeig amb Mario i produeix la seva depressió.
- Juan Luis Galiardo com Angelo Larroca; promès d'Elena.
- Juan Carlos Copes com Carlos Nebbia; participant del projecte de Mario.
- Carlos Rivarola com Ernesto Landi
- Sandra Ballesteros com María Elman
- Oscar Cardozo Ocampo com Daniel Stein
- Enrique Pinti com Sergio Lieman
- Julio Bocca com Julio Bocca
- Martín Seefeld com Andrés Castro
- Ricardo Díaz Mourelle com Waldo Norman
- Antonio Soares Júnior com a Guardaespatlles 1 / Ballarí
- Ariel Casas com Antonio
- Carlos Thiel com Ramírez
- Nora Zinski com a Dona inversora 1
- Fernando Llosa com a Home inversor 1
- Johana Copis com a Professora de dansa
- Mabel Pessen com a Dona inversora 2
- Julio Marticorena com a Home inversor 2
- Héctor Pilatti com a Cantaire
- Roxana Fontan com a Jove cantant
- Eduardo Cutuli com Maestro de cerimònies
- Néstor Marconi com Bandoneonista 1
- Adolfo Gómez com Bandoneonista 2
- Juanjo Domínguez com a Guitarrista
- Norberto Ramos com a Pianista
- Dante Montero com a Guardaespatlles 2 / Ballarí
- Ángela Ciccone com Palmira Fuentes
- Fernando Monetti com Homer Fuentes
- Ángel Còria com a Assistent de coreògraf / Ballarí
- Sofia Codrovich com Ana Segòvia
- Mariano Moisello com Ramos
- Elvira Onetto com a Mestra
- Vito Melino com a Pare de Larroca
- Júnior Cervila
- Lorena Yácono
- El Nuevo Quinteto Real
  - Horacio Salgán com Pianista
  - Ubaldo De Lío com Guitarrista
  - Oscar Giunta  com Contrabaixista
  - Antonio Agri  com Violinista

## Reconeixements
Premis
- 1999 - Asociación de Cronistas Cinematográficos de la Argentina, Millor fotografia per Vittorio Storaro
- 1998 - Goya al millor so[3]
- 1998 - 51è Festival Internacional de Cinema de Canes, Grand Prix Technique per Vittorio Storaro.[4]
- 1999 - American Choreography Awards, Assoliment destacat en llargmetratge per Juan Carlos Copes, Carlos Rivarola i Ann Maria Stekelman.
- 1999 - San Diego Film Critics Society Awards, Millor pel·lícula estrangera per Carlos Saura
- 1998 - Madridimagen, premi d'audiència per Carlos Saura i Millor fotografia per Vittorio Storaro
- 1999 - Italian National Syndicate of Film Journalists, Millor fotografia per Vittorio Storaro

Nominacions
- 1998 - Oscar a la millor pel·lícula de parla no anglesa[5]
- 1998 - Globus d'Or a la Millor Pel·lícula de parla no anglesa
- 1998 - Goya a la millor fotografia per Vittorio Storaro
- 1998 - Camerimage, Premi Rana de Oro per a Vittorio Storaro
- 1999 - Asociación de Cronistas Cinematográficos de la Argentina a la Millor Película
- 1999 - Asociación de Cronistas Cinematográficos de la Argentina, Millor Director a Carlos Saura
- 1999 - Asociación de Cronistas Cinematográficos de la Argentina, Millor Revelació Femenina a Mía Maestro
- 1999 - Asociación de Cronistas Cinematográficos de la Argentina, Millor Muntatge a Julia Juaniz
- 1999 - Asociación de Cronistas Cinematográficos de la Argentina, Millor Música a Lalo Schifrin
- 1999 - Asociación de Cronistas Cinematográficos de la Argentina, Millor Direcció Artística/Escenografia a Emilio Basaldua
- 1999 - Premis Cinematogràfics José María Forqué, Premi a la Millor Pel·lícula.
- 1999 - Motion Picture Sound Editors, Estats Units, Premis al Mejor So, Millor Música, Millor Musical (locals i estrangers)